# Johann Wilhelm Naumann Verlag
Der Johann Wilhelm Naumann Verlag ist ein deutscher Buch- und Zeitschriftenverlag mit Sitz in Würzburg. Er ist Mitglied im Katholischen Medienverband. Die Geschäftsführung hat Barbara Sollfrank inne. Wichtigstes Publikationsorgans des Verlags ist die rechtskatholische Wochenzeitung Die Tagespost.

## Geschichte
Der von Anfang an dezidiert katholisch geprägte Verlag wurde 1945 durch den Verleger Johann Wilhelm Naumann in Göggingen bei Augsburg gegründet. Bei Naumann wurde in den Anfangsjahren u. a. die mit Curt Frenzel initiierte Schwäbische Landeszeitung verlegt. Ab 1946 erschien nach Erteilung einer weiteren US-Lizenz die katholische Monatszeitschrift Neues Abendland. Zeitschrift für Politik, Kultur und Geschichte, bis diese 1951 von Erich von Waldburg-Zeil erworben und in den neugegründeten Verlag Neues Abendland integriert wurde. 1948 gab Naumann seinen Lizenzanteil an der Schwäbischen Landeszeitung ab und wurde Lizenzträger der Augsburger Tagespost, der ersten konfessionell ausgerichteten Tageszeitung in der amerikanischen Besatzungszone, die bis Ende 1949 in Augsburg erschien. 1951 zog der Verlag nach Regensburg, wo die Zeitung nun als überregionale Deutschen Tagespost. Katholische Zeitung für Deutschland erschien (seit 1999: Die Tagespost. Katholische Zeitung für Politik, Gesellschaft und Kultur). 1956 erfolgte der Umzug des Verlags nach Würzburg. Mit dem Tod Naumanns im gleichen Jahr ging der Verlag auf seine Witwe Gertrud Naumann über und blieb bis 1993 im Besitz der Familie des Gründungsverlegers.
Von 1946 bis 1949 erschien in dem Verlag die von Naumann herausgegebene Schriftenreihe Abendländische Reihe (auch: „Abendland-Reihe“). Zu den Autoren der Reihe gehörten u. a. Joseph Bernhart, Walter Ferber, Otto Flachsbart, Ferdinand Kirnberger, Reinhold Schneider, Joseph Schumacher, Karl Stoevesandt und Paul Wilhelm Wenger. Seit 1976 werden die Reden zur Zeit des Würzburger Instituts für Demokratieforschung verlegt. Weiterhin publizierten bei Naumann in jüngerer Zeit u. a. Rainer Beckmann, Lothar Bossle, Alfred Dregger, Theodor Herr, Stephan Otto Horn, Pascalina Lehnert, Nikolaus Lobkowicz, Gerhard Ludwig Müller, Gerard Radnitzky, Joseph Kardinal Ratzinger, German Rovira, Fritz Schenk, Wilhelm Schamoni, Hugo Staudinger und Harald Vocke.
1961 wurde in das Verlagsprogramm Die Allgemeine Sonntagszeitung. Katholische Zeitung für Politik, Gesellschaft und Kultur (kurz: Allgemeine Sonntagszeitung) aufgenommen. Ein Jahr später wurde Der Pfälzer. Die allgemeine Sonntagszeitung aus dem Landauer Verlag herausgelöst und mit der Sonntagszeitung vereinigt. Die letzte eigenständige Ausgabe erschien 1969. Im selben Jahr erhielt der Verlag die Rechtsform einer GmbH & Co. KG. 1993 wurde der Verlag von der katholischen Echter-Gruppe gekauft und in eine GmbH überführt. Mit Übernahme der Anteile von Echter ist seit November 2017 die Johann-Wilhelm-Naumann-Stiftung Alleineigentümerin des Verlags und der von ihm seit Anfang 2018 nurmehr als Wochenzeitung herausgegebenen Zeitung Die Tagespost. Gleichzeitig wurde die Allgemeine Sonntagszeitung, die bis dahin als Wochenendbeilage der Samstagsausgabe der Tagespost beilag, endgültig eingestellt.
Vorsitzender der Eigentümerstiftung ist Norbert Neuhaus (CDU), ein ehemaliger Trierer Wirtschaftsdezernent und Vizebürgermeister, der von 2004 bis 2006 Generalsekretär des kirchlichen Hilfswerks Kirche in Not International war. Er ist auch Mitherausgeber des Vatican Magazin und seit 1977 Mitglied der katholischen Laiengemeinschaft Opus Dei. Seit Jahrzehnten ist bekannt, dass Mitarbeiter oder Verantwortliche der Tagespost dieser Organisation nahestehen oder angehören.
Der Johann Wilhelm Naumann Verlag ist Mitglied im Börsenverein des Deutschen Buchhandels.